# راشومون

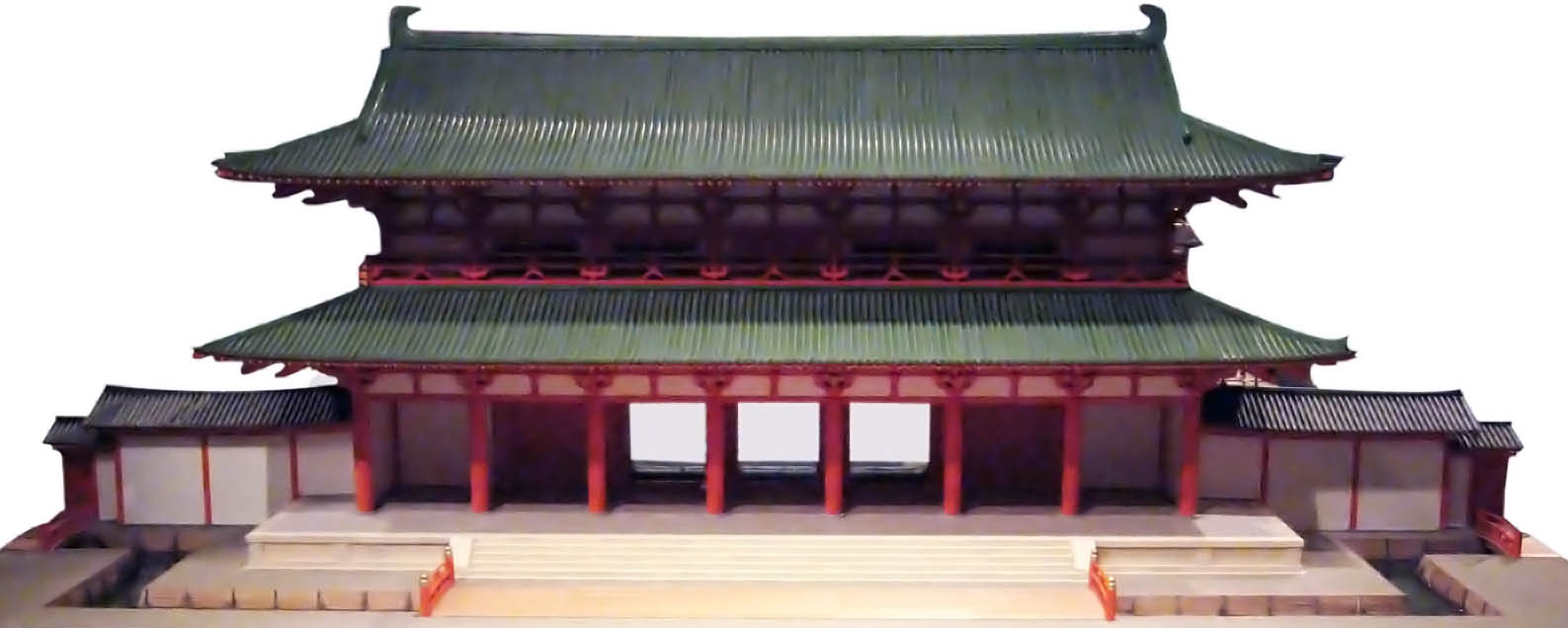
مدل مینیاتوری راشومون

راشومون Rashōmon (به ژاپنی: 羅城門) بزرگ‌ترین دروازهٔ قدیم ژاپن در شهر کیوتو بود. به پهنای ۳۲ متر (۱۰۶ پا) و ارتفاع ۹/۷ متر (۲۶ پا) با ۲۳ متر (۷۵ پا) دیوار سنگی و سقف آن شیب‌دار بود. این دروازه در سال ۷۸۹، ساخته شده بود. این دروازه با نام‌های راجومون و راسمون نیز نامیده می‌شود.